# Михаел Валхофер
Михаел Валхофер (Радштат, 28. април 1975) бивши је аустријски алпски скијаш. Био је специјалиста за брзинске дисциплине, спуст и супервелеслалом, освајач је златне медаље са светског првенства.

## Биографија

### Почетак каријере
Први успех на међународној сцени остварио је у сезони 1998/99. када је био победник Европа купа у укупном поретку, и у поретку слалома. У Светском купу је дебитовао 6. јануара 1999. у Крањској Гори у Словенији. Током те сезоне такмичио се само у слалому јер је био успешан у тој дисциплини, међутим током наредних сезона се посветио брзинским дисциплинама. Исте године је по први пут учествовао на Светском првенству у Вејлу, где је освојио шесто место у комбинацији, док је у слалому испао у првој вожњи.

### Пробој ка врху
Током наредне четири године није остварио запажене резултате, такмичећи се само у слалому и спусту. На Светском првенству у Сент Морицу победио је у спусту испред Норвежанина Ћетила Андре Омота. Исте године остварио је и прву победу у Светском купу, у такмичењу за комбинацију које је одржано 26. јануара 2003. у Кицбилу. Сезону 2002/03. је завршио на деветом месту у укупном поретку и на трећем месту у поретку за спуст.
У сезони 2003/04. остварио је једну победу у спусту а сезону је окончао на седмом месту у укупном поретку, док је спусту, супервелеслалому и комбинацији био пети.
Током сезоне 2004/05. остварио је низ доста добрих резултата и захваљујући томе успео је да по први пут у каријери освоји мали кристални глобус. У укупном поретку је остварио свој најбољи пласман у каријери пласиравши се на четврто место. На Светском првенству у Бормију освојио је сребрну медаљу у супервелеслалому, док је у спусту био трећи.
Наредне сезоне Михаел Валхофер је наставио да остварује резултате као и претходне. Одбранио је титулу у спусту а сезону је окончао на петом месту. На Олимпијским играма у Торину освојио је сребро у спусту.
Нешто слабије резултате је пружио у сезони 2006/07. Забележио је две победе а сезону је завршио на 16. месту у укупном поретку и петом месту у поретку за спуст. На Светском првенству у Ореу је био 15. у спусту.

### Крај каријере
Током последњих неколико сезона од 2007-2011. Михаел Валхофер је константно био у врху. Успео је да освоји још један мали кристални глобус у спусту у сезони 2008/09. На Светским првенствима 2009. и 2011. није остварио значајније резултате.
Своју последњу победу у Светском купу остварио је 12. марта 2011. Квитфјелу, где је победио у спусту. Последњи пут се такмичио у Ленцерхајду 16. марта 2011.

### Приватни живот
Михаел Валхофер је ожењен Барбаром, са којом има ћерку Хану, и синове Матијаса и Патрика. Власник је хотела у Цаухензеу у покрајини Салцбург у Аустрији.

## Освојени кристални глобуси
| Сезона | Дисциплина |
| ------ | ---------- |
| 2005.  | Спуст      |
| 2006.  | Спуст      |
| 2009.  | Спуст      |

## Победе у Светском купу
19 победа (14 у спусту, 3 у супервелеслалому, 2 у комбинацији)
| Датум              | Место               | Дисциплина       |
| ------------------ | ------------------- | ---------------- |
| 26. јануар 2003.   | Кицбил              | Комбинација      |
| 29. новембар 2003. | Лејк Луиз           | Спуст            |
| 17. децембар 2004. | Вал Гардена         | Супервелеслалом  |
| 15. јануар 2005.   | Венген              | Спуст            |
| 18. фебруар 2005.  | Гармиш-Партенкирхен | Спуст            |
| 19. фебруар 2005.  | Гармиш-Партенкирхен | Спуст            |
| 10. децембар 2005. | Вал д'Изер          | Спуст            |
| 11. децембар 2005. | Вал д'Изер          | Суперкомбинација |
| 21. јануар 2006.   | Кицбил              | Спуст            |
| 28. децембар 2006. | Бормио              | Спуст            |
| 29. децембар 2006. | Бормио              | Спуст            |
| 30. новембар 2007. | Бивер Крик          | Спуст            |
| 15. децембар 2007. | Вал Гардена         | Спуст            |
| 20. децембар 2008. | Вал Гардена         | Спуст            |
| 12. децембар 2009. | Вал д'Изер          | Супервелеслалом  |
| 27. новембар 2010. | Лејк Луиз           | Спуст            |
| 17. децембар 2010. | Вал Гардена         | Супервелеслалом  |
| 29. децембар 2010. | Бормио              | Спуст            |
| 12. март 2011.     | Квитфјел            | Спуст            |